# Aftermath - La vendetta
Aftermath - La vendetta (Aftermath) è un film del 2017 diretto da Elliott Lester.
La pellicola, con protagonista Arnold Schwarzenegger, è tratta dalla storia vera di Vitaly Konstantinovich Kaloyev, architetto russo la cui famiglia morì nell'incidente aereo di Überlingen, avvenuto il 1º luglio 2002. Kaloyev uccise il controllore di volo danese Peter Nielsen il 24 febbraio 2004, ritenuto responsabile dell'incidente aereo.

## Trama
Roman Melnyk è un architetto che lavora vicino a Pittsburg e sta aspettando l'arrivo della figlia (vicina al matrimonio) e della moglie dal volo AX112 in arrivo a mezzanotte a New York. Al suo arrivo in aeroporto viene però fatto entrare in una sala privata in cui gli comunicano che il volo ha subito un tragico incidente e che non si sa se ci siano sopravvissuti. Viene invitato a tornare a casa e a frequentare un corso di sostegno psicologico. Lui non si rassegna per la morte dei suoi cari e vuole avere scuse formali da chi ha provocato l'incidente. Queste scuse non le avrà mai né dalla compagnia aerea né dal fornitore dei servizi aerei. Roman Melnyk inizia a covare odio nei confronti del Controllore del Traffico Aereo, Jacob Bonanos detto Jake, che era in turno durante il disastro aereo e ritenuto da Roman unico responsabile dell'incidente.
Jacob Bonanos, durante un turno notturno di avvicinamento radar, rimane da solo in sala di controllo e, nonostante ci sia poco traffico aereo, ha a che fare con diverse avarie dei sistemi che lo distraggono dal controllo aereo. In particolare, ha due aeromobili a Livello di Volo 100 e rotta convergente così decide di far scendere uno dei 2 ma senza ascoltare la conferma del pilota e osservare l'effettiva esecuzione della manovra. Pochi minuti dopo gli aerei, AX112 e DH616, scompaiono dallo schermo radar e Jacob capisce il dramma. Da qui inizia il suo calvario personale: viene invitato dall'ANS Provider a lasciare il lavoro, viene lasciato dalla moglie, cade in depressione e inizia ad abusare di psicofarmaci fino a quando non decide di cambiare casa, città, lavoro e nome (Pat Dealbert). Con molta fatica, si rifà una vita e riallaccia i rapporti con la moglie e il figlio, Samuel. Nonostante ciò, Roman riesce a trovarlo ed ucciderlo. Andrà in prigione per 10 anni e, alla sua uscita, il figlio del controllore vorrà a sua volta vendicarsi. Lo seguirà, incontrandolo al cimitero, chino sulla tomba di sua moglie e di sua figlia; deciderà quindi di perdonarlo.

## Produzione
Il titolo iniziale del film era 478. Le riprese del film, il cui budget è stato di 10,5 milioni di dollari, sono iniziate il 14 dicembre 2015 a Columbus. La produzione è terminata a metà gennaio 2016.

## Promozione
Il primo trailer del film viene diffuso il 7 febbraio 2017 sul canale YouTube di Schwarzenegger.

## Distribuzione
La pellicola è stata distribuita nelle sale cinematografiche statunitensi a partire dal 7 aprile 2017, mentre in Italia è stata distribuita direttamente in home-video a partire dal 19 luglio seguente.